# El Álamo (Teror)
El Álamo es una localidad del municipio español de Teror, en Gran Canaria, localizado a 1,3 km del casco urbano. Alcanza una altitud de 567 m s. n. m.

## Historia
Hacia mediados del siglo XIX el lugar era mencionado como un pago de la jurisdicción del pueblo de Teror. Aparece descrito en el primer volumen del Diccionario geográfico-estadístico-histórico de España y sus posesiones de Ultramar de Pascual Madoz de la siguiente manera:

ALAMO (el): pago de la isla Canaria, prov. de Canarias, part. jud. de las Palmas; sit. en el camino que hay de la espresada c. hasta la v. de Teror en la falda del monte de su nombre: tiene una ermita dedicada á S. José, en la que dice misa los dias festivos un capellan pagado por los vec.: corresponde á la jurisd. y felig. del mencionado pueblo de Teror, en cuyo art. se comprende lo relativo á pobl. prod. riqueza y contr. (V.).
(Madoz, 1845, pp. 188-189)

En 2022, tenía empadronados 776 habitantes.

## Demografía
| 2000 | 2001 | 2002 | 2003 | 2004 | 2005 | 2006 | 2007 | 2008 | 2009 |
| ---- | ---- | ---- | ---- | ---- | ---- | ---- | ---- | ---- | ---- |
| 803  | 798  | 807  | 775  | 790  | 786  | 772  | 793  | 817  | 829  |